# Styringomyia omeiensis
Styringomyia omeiensis är en tvåvingeart som beskrevs av Alexander 1935. Styringomyia omeiensis ingår i släktet Styringomyia och familjen småharkrankar. Inga underarter finns listade i Catalogue of Life.